# Iron Angel
Iron Angel es una banda de thrash metal de Hamburgo, Alemania. Ellos empezaron en 1980 como una banda de escuela llamada "Metal Gods" (Basado en la canción de Judas Priest), Inspirados en una novela sobre un espíritu cazador, renombraron la banda como Iron Angel unos pocos años después. Su primer demo fue lanzado en 1984, llamado Power Metal Attack. Ellos se separaron a finales de los 80s y se reunieron en 1999 cuando iban a lanzar su nuevo álbum The Rebirth, pero el cual nunca fue lanzado.

## Reunión
2000 la banda se reunió otra vez Mientras se trabajaba en el nuevo álbum el guitarrista Peter Wittke murió en un accidente de coche. En 2004 lanzaron 2 álbumes en vivo para su auto-distribución. El 27 de octubre de 2007, la banda se separó después de problemas con la re-ocupación. En 2015 volvieron a reunirse.

## Miembros
- Jürgen R. Blackmore - Guitarra   invitado en el disco "Winds of war" - nunca fue un miembro permanente de la banda.
- Dirk Schröder - Voz (Fallecido en 2025)
- Mike Matthes - Batería
- Thorsten Lohmann - Guitarra
- Gunter Moritz - Guitarra
- Sven Strüden - Guitarra (fallecido en 2008)
- Peter Wittke - Guitarra (fallecido en 2000)

## Discografía

### Demos
- 1984: Demo III ‘84
- 1984: Power Metal Attack
- 1984: Legions of Evil
- 2007: Back from Hell

### Álbumes de estudio
- 1985: Hellish Crossfire
- 1986: Winds of War
- 2004: The Tapes (álbum en vivo)
- 2004: Rush of Power (Álbum en vivo)